# Lounatic
Lounatic è il terzo album in studio del cantante Lou Bega, pubblicato nel 2005.

## Traccia
1. Mambo vs. Mozart (feat. Klazz Brothers & Cuba Percussion) - 3:43
2. Pussycat - 3:24
3. Chocolata - 3:24
4. Return of "A Little Bit" (Mambo No. 2005) (feat. Mixmaster Erich) - 3:49
5. We Makin' Love - 3:43
6. Get Better - 3:47
7. I Got Style - 3:27
8. You Wanna Be Americano - 3:08
9. My Mama - 3:18
10. Bachata (feat. Alibi) - 3:22
11. Dance Like an African - 3:22
12. Egyptian Queen - 3:13
13. Someday - 3:40
14. Call Your Name - 2:52
15. Thank You - 3:17